# دييغو دوارتي ديلغادو
دييغو دوارتي ديلغادو (بالإسبانية: Diego Duarte Delgado) هو لاعب رماية كولومبي، ولد في 20 أكتوبر 1970 في بوكارامانغا في كولومبيا.

## وصلات خارجية
- دييغو دوارتي ديلغادو على موقع أوليمبيديا (الإنجليزية)